# Période de la céramique Mumun
Sauf précision contraire, les dates de cet article sont sous-entendues « avant l'ère commune » (AEC), c'est-à-dire « avant Jésus-Christ ».
La période de la céramique Mumun (en coréen : 무문, « céramique sans décor ») est une période de la préhistoire de la Corée s'étendant approximativement de 1500 à 300 avant l'ère commune (AEC). Elle est souvent qualifiée d'Âge du bronze coréen car la production du bronze commence entre le XVe siècle et le XIIIe siècle avant notre ère. Elle est en partie contemporaine de la « culture du poignard de bronze » (entre le VIIIe siècle avant notre ère et le IIe siècle de notre ère), qui s'achève à l'âge du fer en Corée et avec la période Gojoseon. Cette période est marquée par un fort développement de l'agriculture, en particulier la culture du riz irrigué qui est pratiquée intensément dès le Mumun classique, et une société hiérarchisée signalée par la construction de nombreux dolmens. Elle tire son nom de l'absence de décor dans ses poteries et fait suite à la période de la céramique Jeulmun, bien plus décorée.

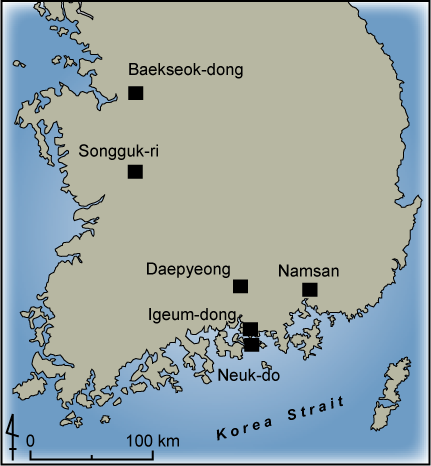
Sites Mumun en Corée du Sud

## Trois temps de la céramique Mumun

### Origine
Phase 5 de la période de la céramique Jeulmun : Kim Jangsuk avait suggéré que ces groupes de chasseurs-cueilleurs-cultivateurs auraient été repoussés graduellement de leur territoire par une nouvelle population migrant vers le sud, pratiquant une agriculture itinérante plus efficace et porteuse de la culture à poterie Mumun (non décorée) - on entre alors dans la période de la céramique Mumun - ce qui aurait eu pour effet de les couper de leurs terrains de chasse. Mais cette opinion est contestée par une étude récente des poteries Jeulmun tardives : celles-ci témoignent d'une lente évolution interne vers les caractères de la poterie Mumun. Dès lors, il n'y a pas à envisager une quelconque « invasion » : l'évolution se serait produite localement.

### Mumun ancien
Le Mumun ancien date de -1500 à -850. L'économie repose sur des stratégies de subsistance multiples qui comprennent surtout la pêche, la collecte dont celle de plantes sauvages et une faible production de plantes domestiques, comme le millet et les légumineuses. Les foyers sont composés de plusieurs familles qui organisent le travail, la production d'objets et la répartition des ressources. Les villages continuent d'être formés de maisons rectangulaires semi-enterrées. Partant d'une société égalitaire, la fin de cette période montre une plus grande compétition à l'intérieur du village. La plupart des sites se trouvent dans les vallées du bassin du Kum. Eoeun dans la moyenne vallée du fleuve Han [Nam] et Baekseok-dong près de Cheonan font partie des plus grands sites. Les nouvelles traditions consistent en la construction de dolmens, la production de poterie rouge et de dagues en pierre polie, reproduction des dagues en bronze.

### Mumun classique (ou moyen): agriculture intensive et rizières inondées, migration vers l'archipel
Cette période s'étend de -850 à -550. Elle est caractérisée par une agriculture intensive, la formation de gros villages et des signes de la formation d'une élite accompagnés d'un creusement des inégalités sociales ainsi que du développement de l'artisanat. C'est à cette époque que les rizières apparaissent. Les plantes dominantes sont cependant le millet, l'orge, le blé et les légumes alors que la chasse et la pêche tiennent un grand rôle.
Les tombes de la deuxième partie du Mumun moyen (-700 à -550) contiennent des objets en jade ou en bronze. Les principaux sites archéologiques se trouvent à Songguk-ri (Buyeo), Igeum-dong (Sacheon) et Daepyeong (Jinju).

#### Des migrants de culture Mumun au Nord Kyushu, et des populations Jomon qui hybrident leurs pratiques
L'archéologie de l'archipel japonais a permis de relever des corps d'origine continentale et d'autres de type Jōmon sur les premiers sites identifiés comme datant du Yayoi initial (vers 800 AEC), pratiquant (par  définition) la culture du riz en rizières inondées. Ensuite sur les sites du Yayoi Moyen les restes humains sont essentiellement d'origine continentale. Ces immigrants étaient donc des cultivateurs et non des « cavaliers » et on s'accorde, en 2013, en s'appuyant sur de nombreux indices convergents, qu'il s'agit de populations de la culture Mumun :
- un type d'habitation coréenne sous ses deux formes (Songguk'ni et Teppyong'ni) [5] ;
- la hache Mumun « yayoinisée »[6] ;
- les dolmens, propres à la culture Mumun, qui apparaissent au Yayoi I [7] ;
- les jarres globulaires rouges d'origine Mumun se sont hybridées aux « bols » (ou jarres) profonds, de tradition Jōmon [8] ;
- enfin des représentations ou substituts d'épées en pierre polie, typiques de la culture Mumun, se trouvent sur certains sites du Yayoi Initial - début Yayoi I [9].

Dans ce contexte l'ensemble des pratiques utilisées, alors, pour la culture en rizière inondée introduite à cette époque et sur ces sites serait donc d'origine Mumun .

### Mumun récent
Le Mumun récent (-550 à -300) est une période caractérisée par une augmentation des conflits, des établissements fortifiés au sommet des collines et une concentration de la population sur la côte méridionale. Le nombre de villages est plus réduit que dans la période précédente mais ceux-ci sont plus grands indiquant une concentration de la population. Des sites liés à cette culture apparaissent aussi au Japon dans le nord de l'ile de Kyūshū.
Un site représentatif est celui de Namsan (Changwon) situé au sommet d'une colline. Ses maisons semi-enterrées sont entourées d'un fossé circulaire large de dix mètres et profond de quatre mètres. Il possède aussi un amas coquillier.

## Traits culturels et sociaux

### Le bronze

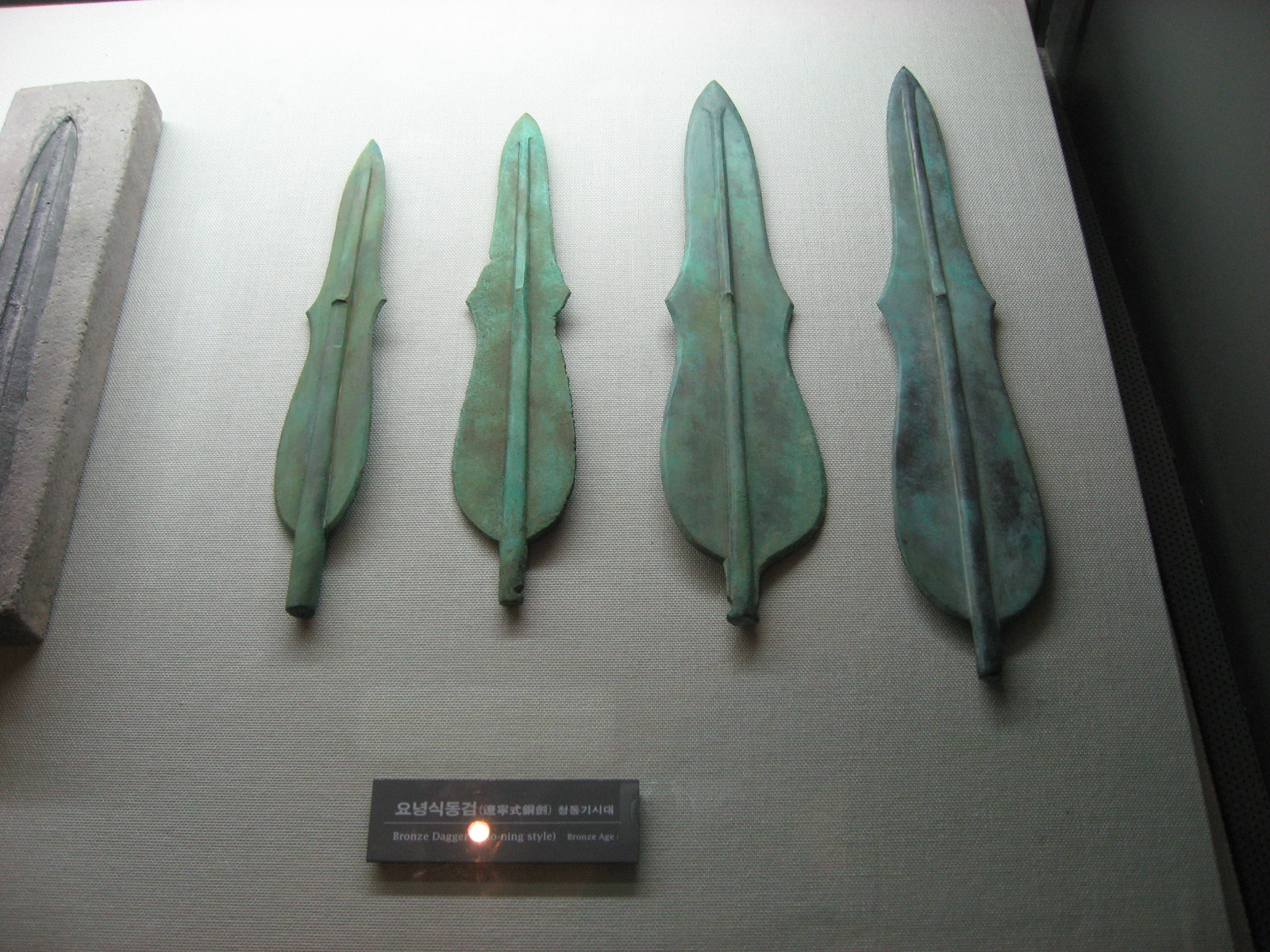
Épées de bronze « taille de guêpe », style du Liaoning. Âge du bronze. War Memorial of Korea, Séoul
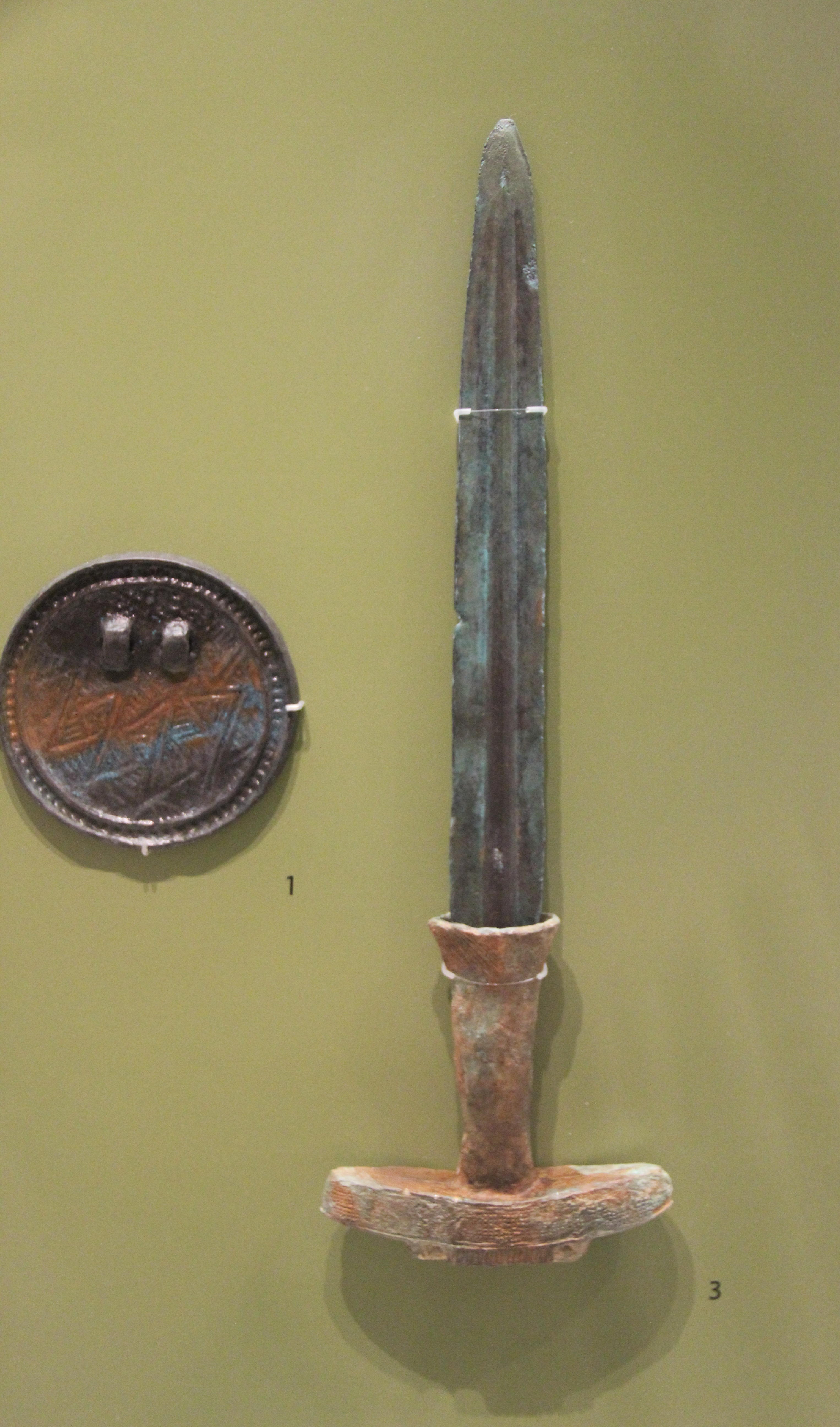
Dague de style coréen en bronze et miroir, moulés. Objets rituels de bronze, Ve – IVe siècle AEC. Musée national de Corée
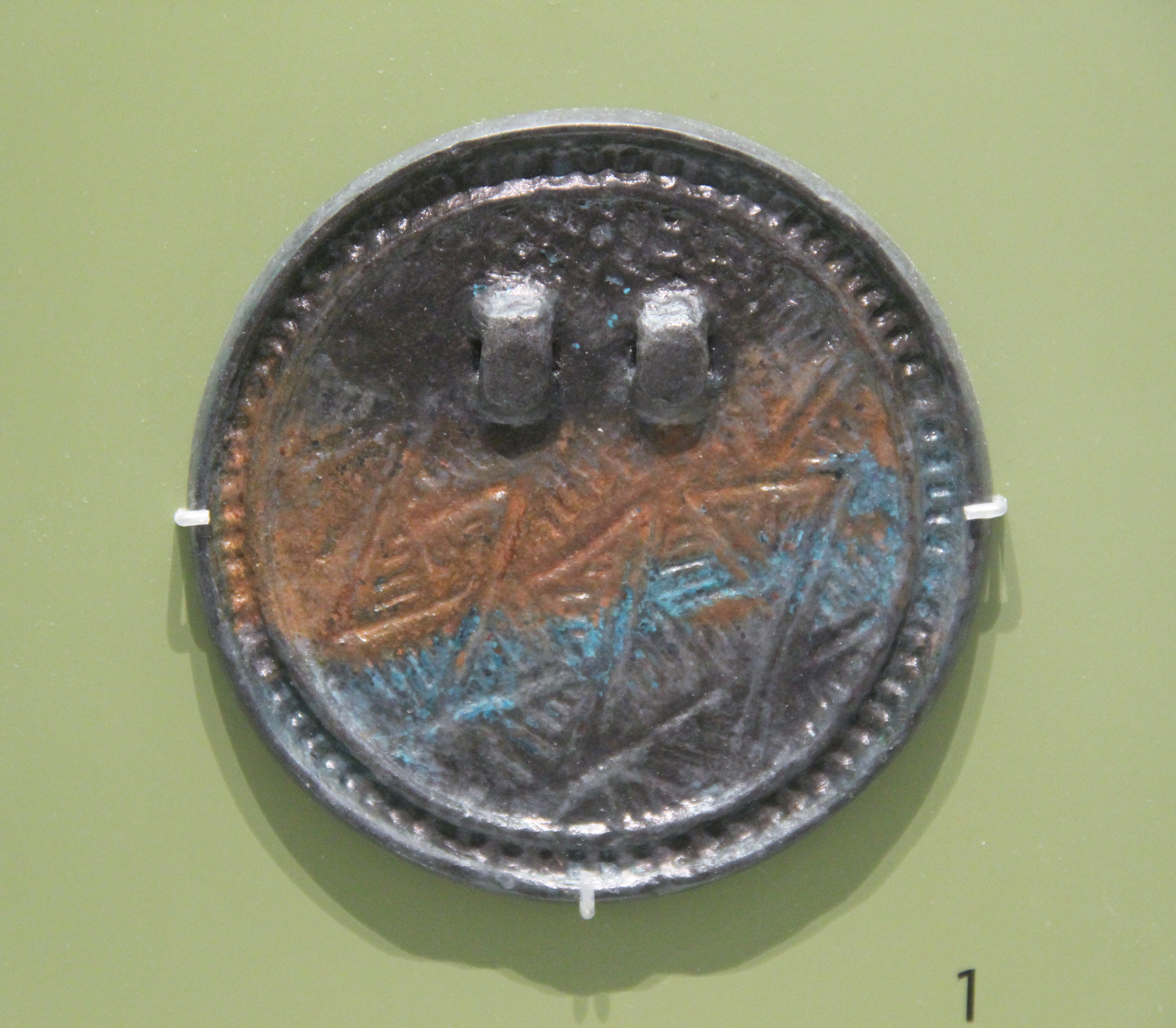
Miroir en bronze moulé de style steppique à dessin grossier. Période Gojoseon, Ve – IVe siècle AEC. Musée national de Corée
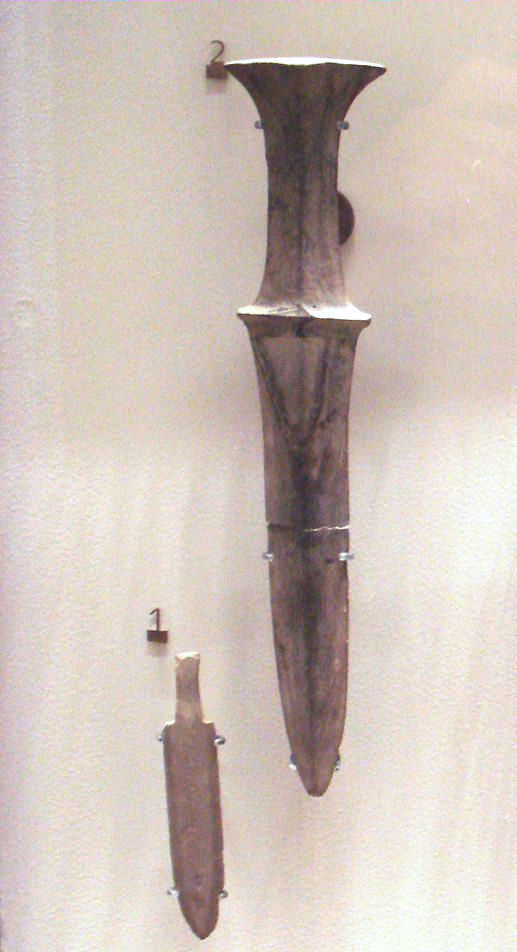
Substituts d'épée (H 28 cm) et de pointe de flèche. Pierre. IVe siècle av. n. ère. Musée Guimet[N 1] Paris
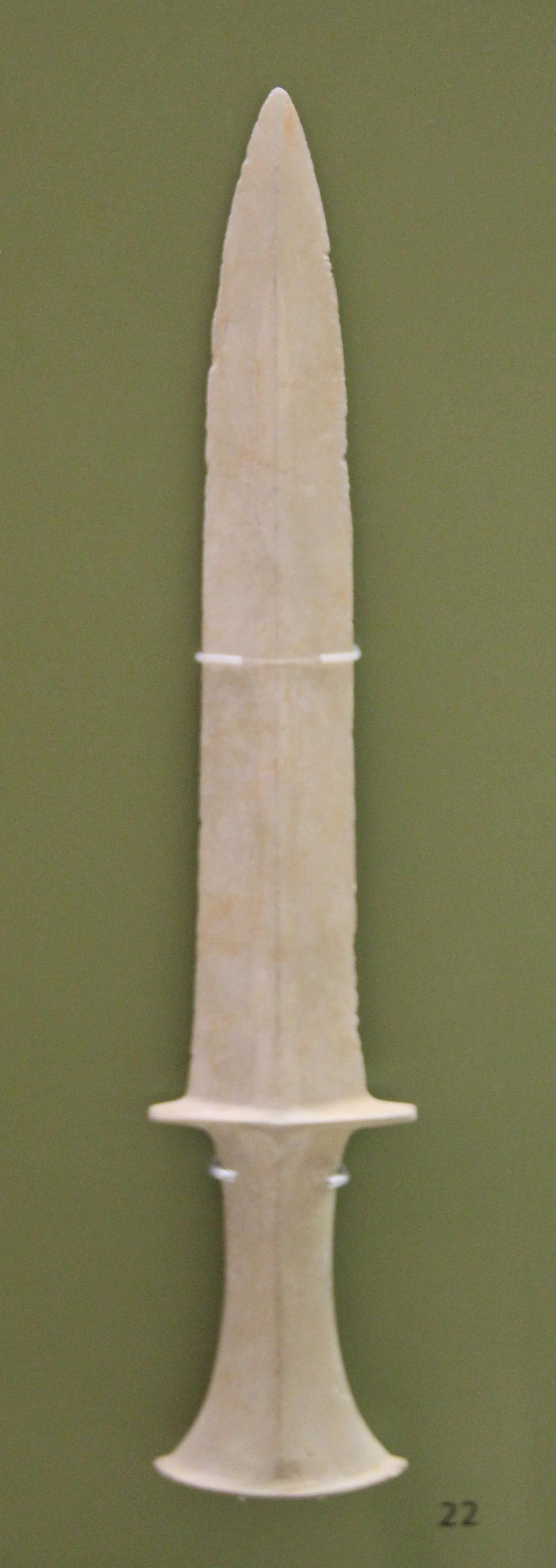
Dague, pierre. Âge du bronze, (attribué à la période Gojoseon au Musée national de Corée). Tombe à ciste, Songguk-ri, Buyeo
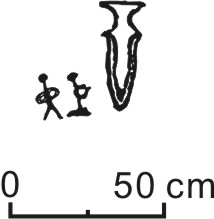
Pétroglyphe sur un mégalithe d'Orim-dong (Yeosu)
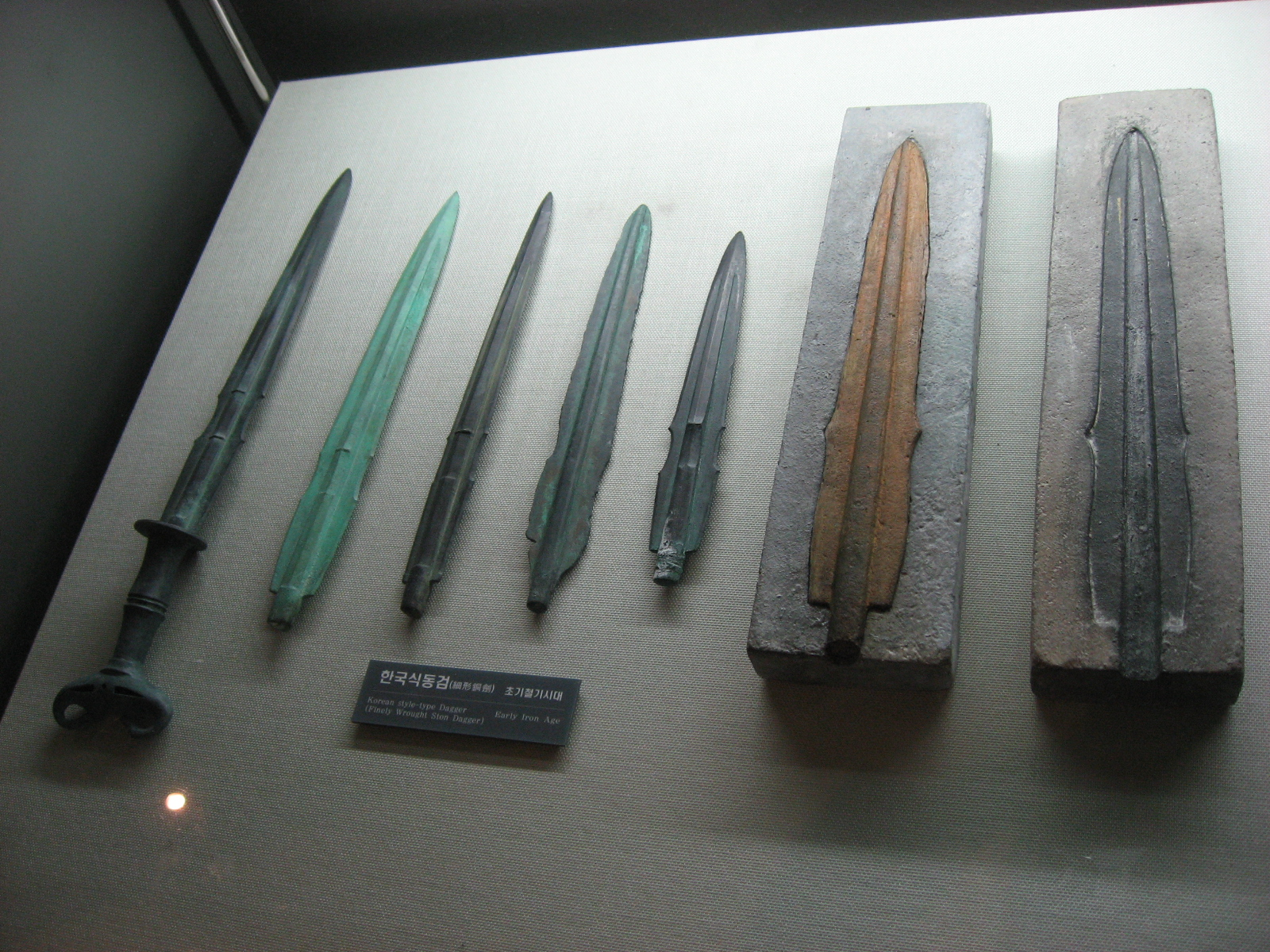
Épées de bronze du début de l'Âge du fer. Moule d'épée de l'âge du bronze. War Memorial of Korea, Séoul
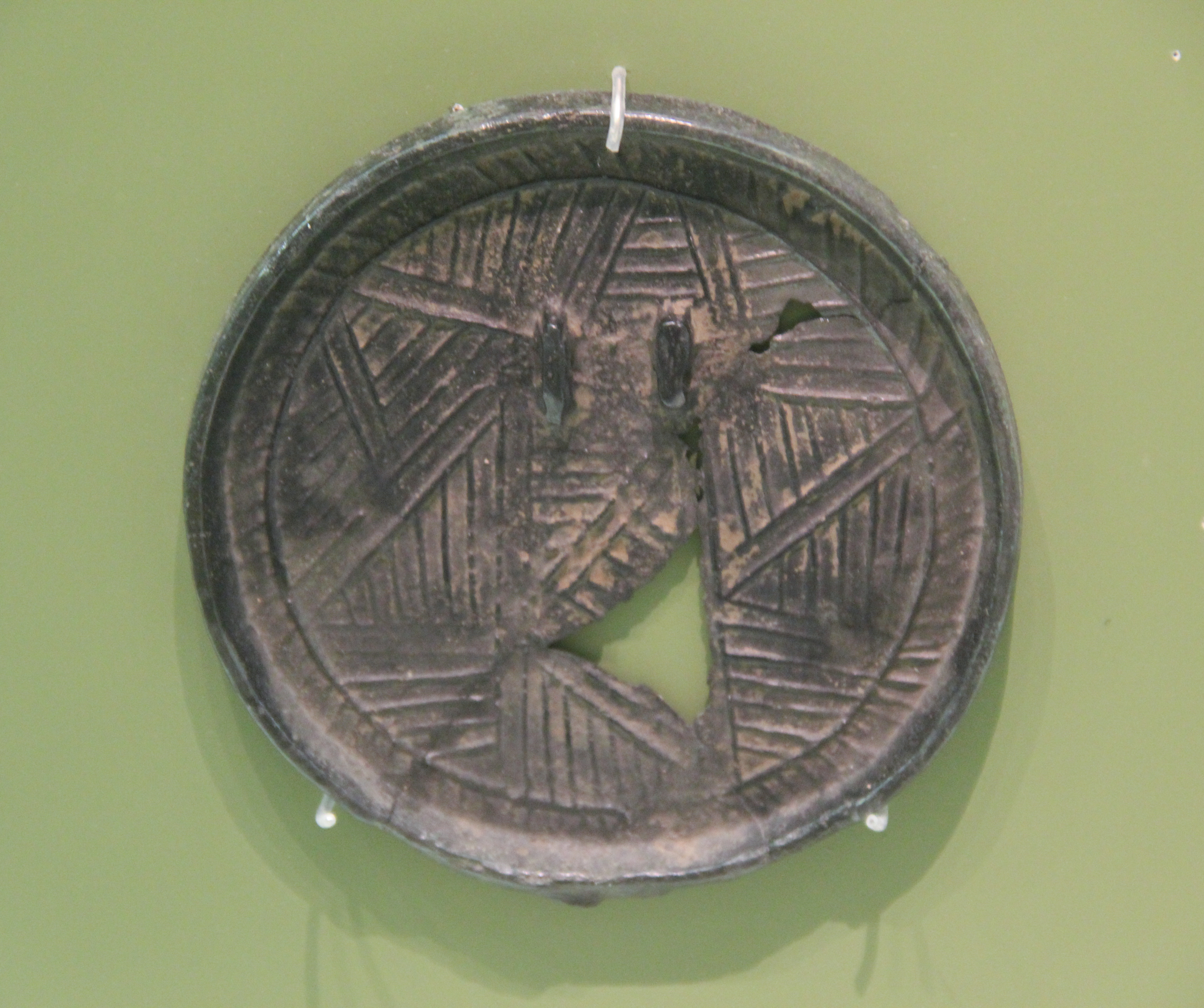
Miroir de bronze, D. 11,2cm. Environs de Pyongyang. Période Gojoseon, début de l'âge du fer, v 300 AEC. Musée national de Corée

La production du bronze commence entre le  XVe et le XIIIe siècle. Elle appartient au complexe archéologique dit « culture du poignard de bronze » qui déborde sur la Mandchourie. On y trouve notamment des poignards et des hallebardes en bronze « à taille de guêpe » ainsi que des miroirs, ourlés de motifs linéaires. La principale différence par rapport à la Chine de la dynastie Zhou est l'absence de vases tripodes. Mais aussi la part très réduite de l'usage du bronze, au sein des élites comme dans l'outillage populaire.
On peut souligner la présence d'une culture du bronze, auparavant et au début de cette époque, dans les marges sud de la zone steppique (à laquelle les motifs des miroirs coréens, Mumun, sont apparentés). Ce sont, d'Est en Ouest :
- la culture de Xiajiadian inférieur (vers 2000-1400), centrée sur la zone ouest de la vallée du fleuve Liao, frontalière avec la Corée du Nord. Cette culture s'est étendue sur le sud-est de la Mongolie intérieure et dans son extension maximale au Nord du Hebei et à l'Ouest du Liaoning
- la culture de Zhukaigou, v. 2000-1400, au Nord du plateau d'Ordos, au centre de la Mongolie-Intérieure
- la culture de Qijia (vers 2200-1600), qui s'étend jusqu'au Nord Gansu, Nord-est Qinghai et Sud Tengger
- la culture de Siba, v. 1900-1500, au Gansu, dans le corridor de Hexi, qui fait le lien entre Est et Ouest
- la culture de Tianshanbeilu, v. 2000-1550, à l'Est du Xinjiang

Certaines de ces cultures ont entretenu des relations avec les cultures d'Erlitou et ensuite avec les Shang, bien plus au Sud, qui étaient très demandeuses de minerai, lequel abondait en plusieurs points, comme dans la région occupée par les cultures de Xiajiadian inférieur, de Qijia et celle de Tianshanbeilu.
À l'Ouest ces cultures étaient en communication avec la steppe eurasienne : cultures de Seima-Turbino, culture d'Andronovo, culture d'Afanasievo, culture du Karassouk.
À la fin de cette période, vers - 400, des objets en fer apparaissent, d'abord en fonte puis en fer forgé faisant de l'âge du bronze en Corée une période particulièrement courte.
Certains historiens estiment que le passage au Mumun est dû à l'arrivée d'un peuple venu du sud de la Mandchourie amenant avec lui le riz, le bronze, les dolmens et les chevaux et supputent même qu'ils seraient porteurs des langues coréaniques et japoniques et les associent au peuple des Yemaek. Cependant, d'autres pensent que cette évolution est due à la lente formation d'une élite grâce à l'augmentation de la productivité de l'agriculture.

### La céramique Mumun

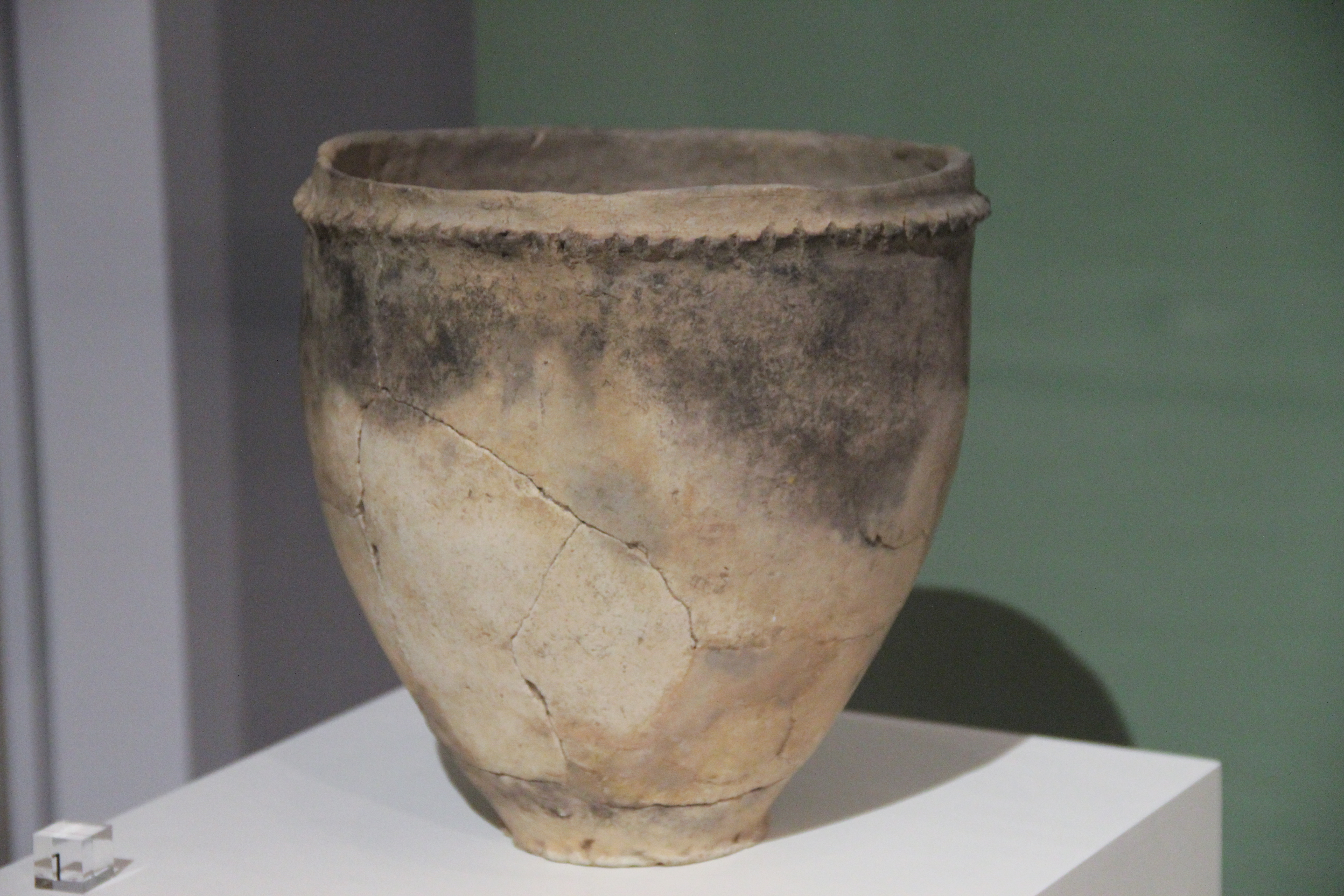
Vase de type Kangmok Toldaemun. H. env. 37 cm. Mumun ancien (1500 -850 AEC), Musée national de Corée, Séoul
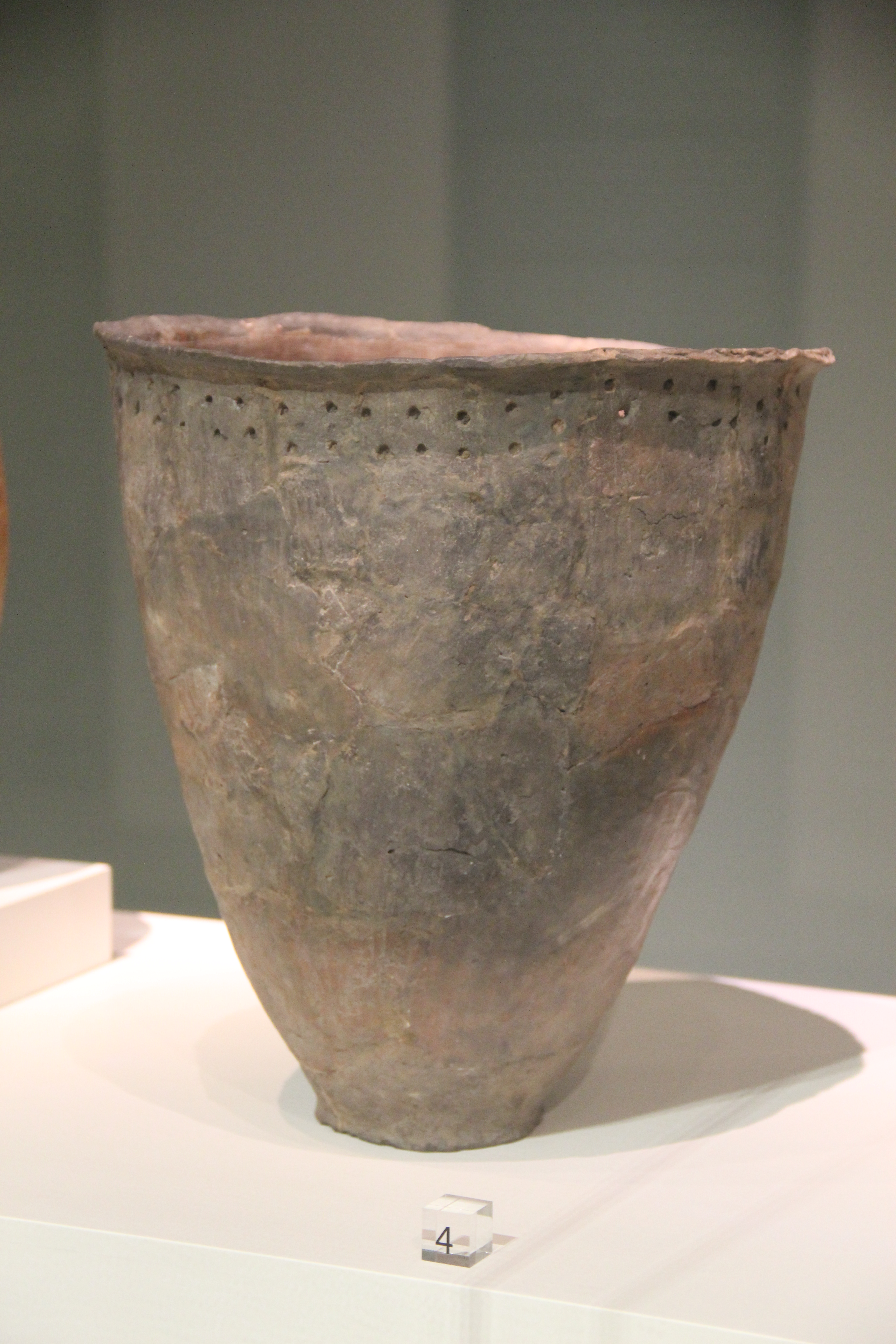
Poterie Mumun à perforations. Cours du fleuve Tumen. Corée du Nord. Musée national de Corée
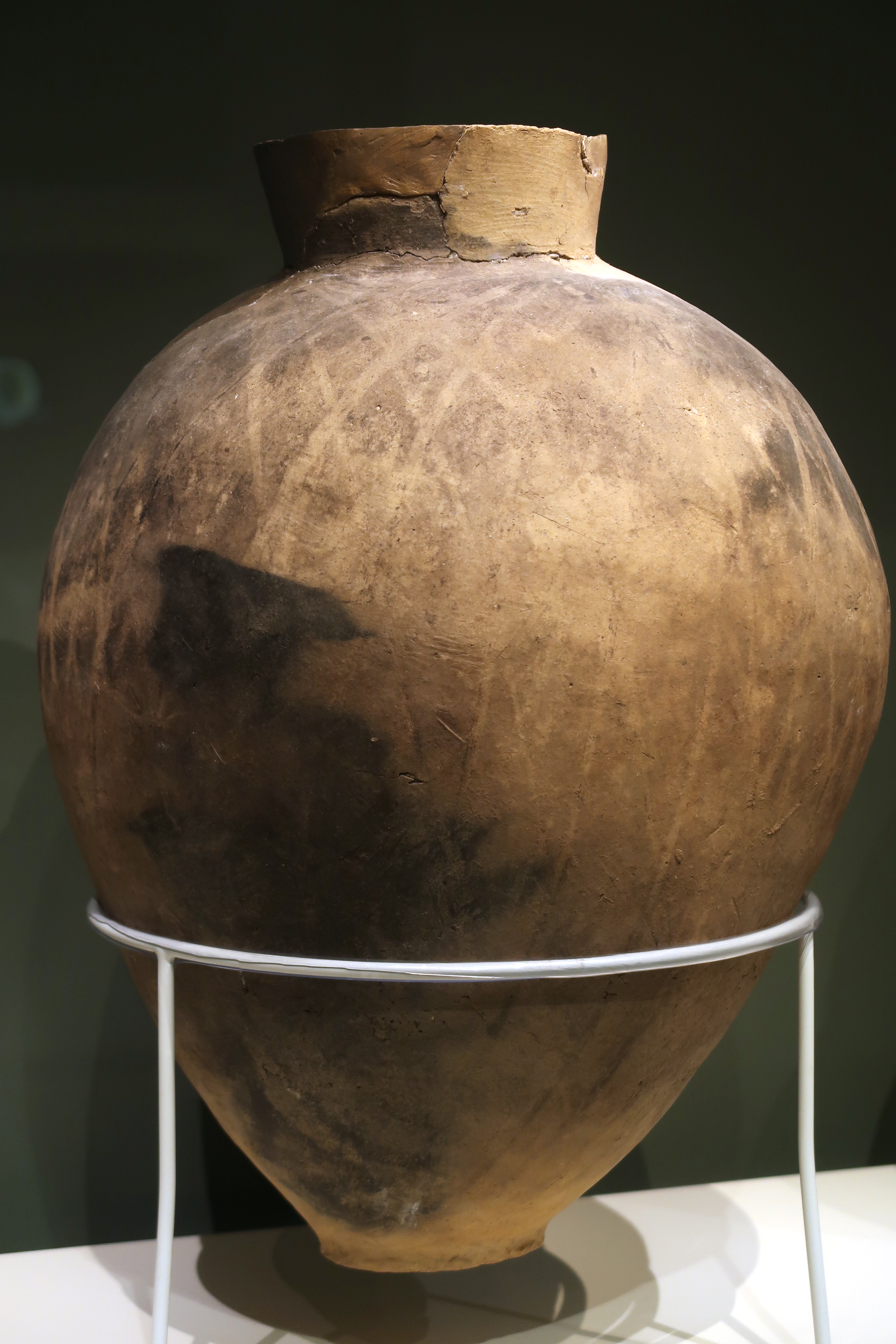
Grande jarre à petite base, polie. H env 80-90 cm. Mumun moyen, VIIe siècle AEC, Daepyeong, Jinju. Musée national de Corée
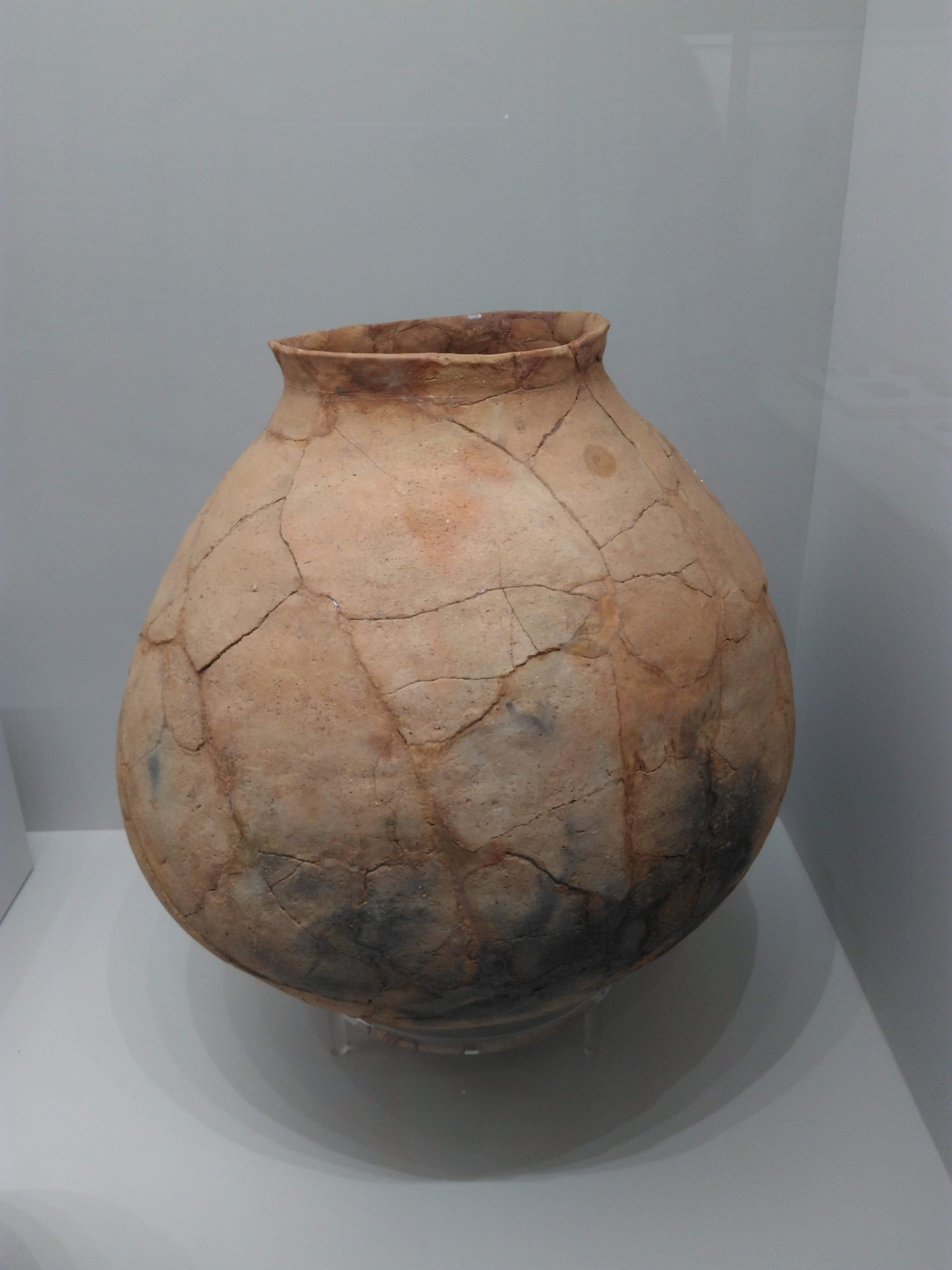
Jarre globulaire funéraire. Site de Majeon-ri, Nonsan, Chungcheong du Sud. v. 500 AEC. Musée national, Buyeo
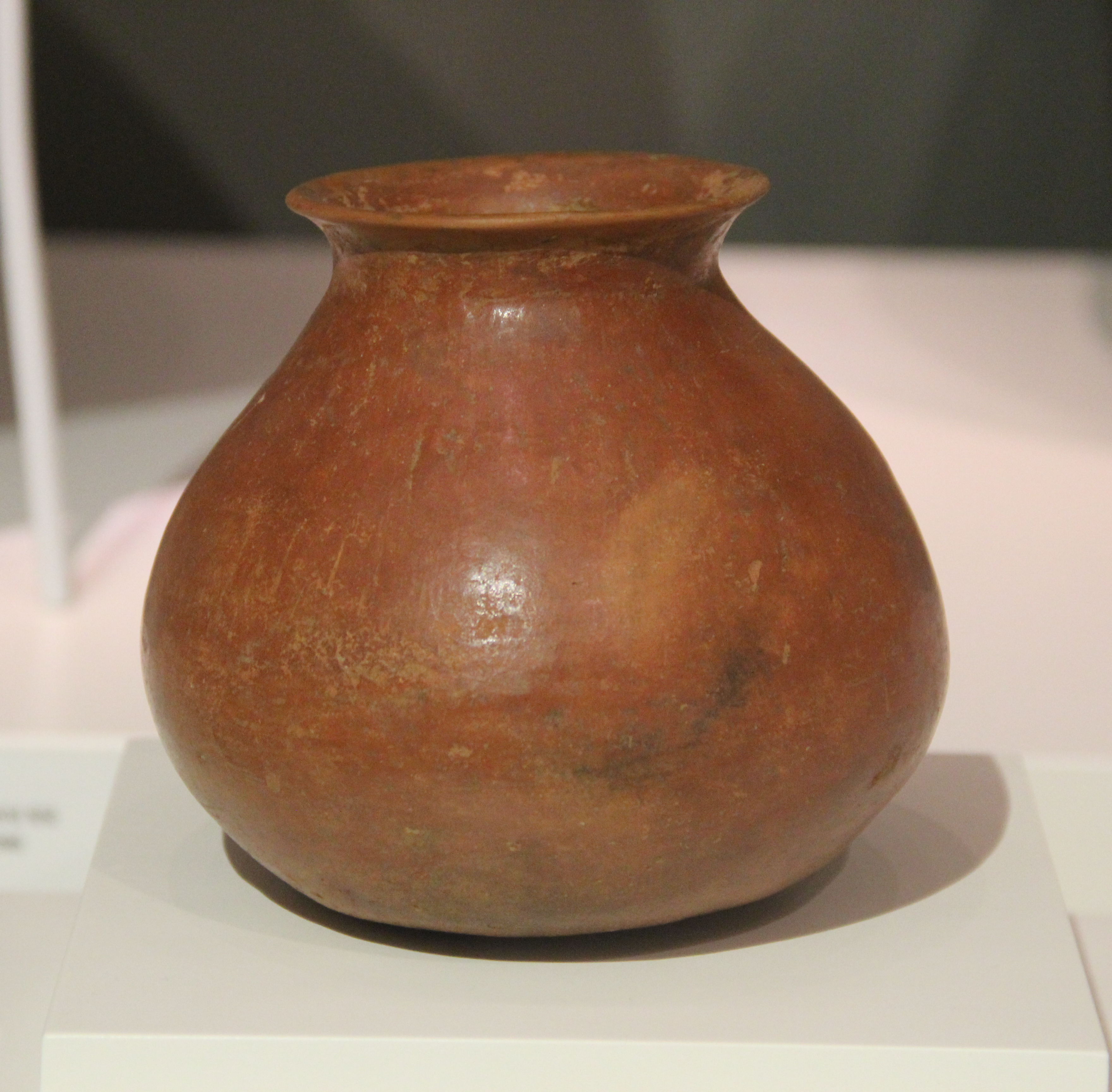
Jarre globulaire, polie, teintée en rouge. H. 13,2 cm. VIIe – Ve siècle AEC. Sancheong. Musée national de Corée
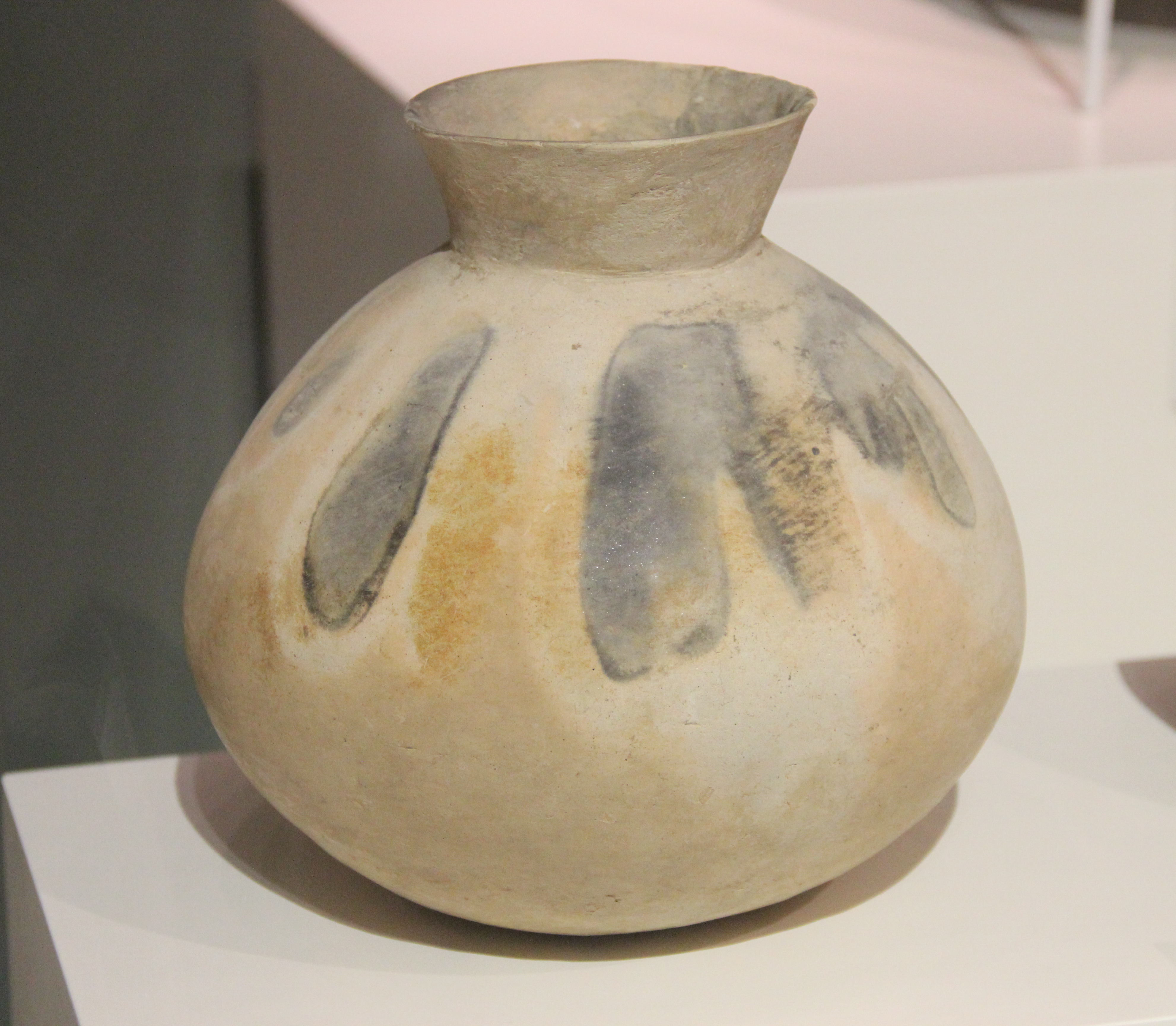
Mumun récent. Jarre à décor d'aubergine, env. Ve AEC. Gyeongsang du Sud. Terre et pigments, H 19 cm. Musée National de Corée
Mumun récent. Jarre globulaire polie, teintée en rouge. H. 14,6 cm. IVe siècle AEC. Metropolitan Museum of Art
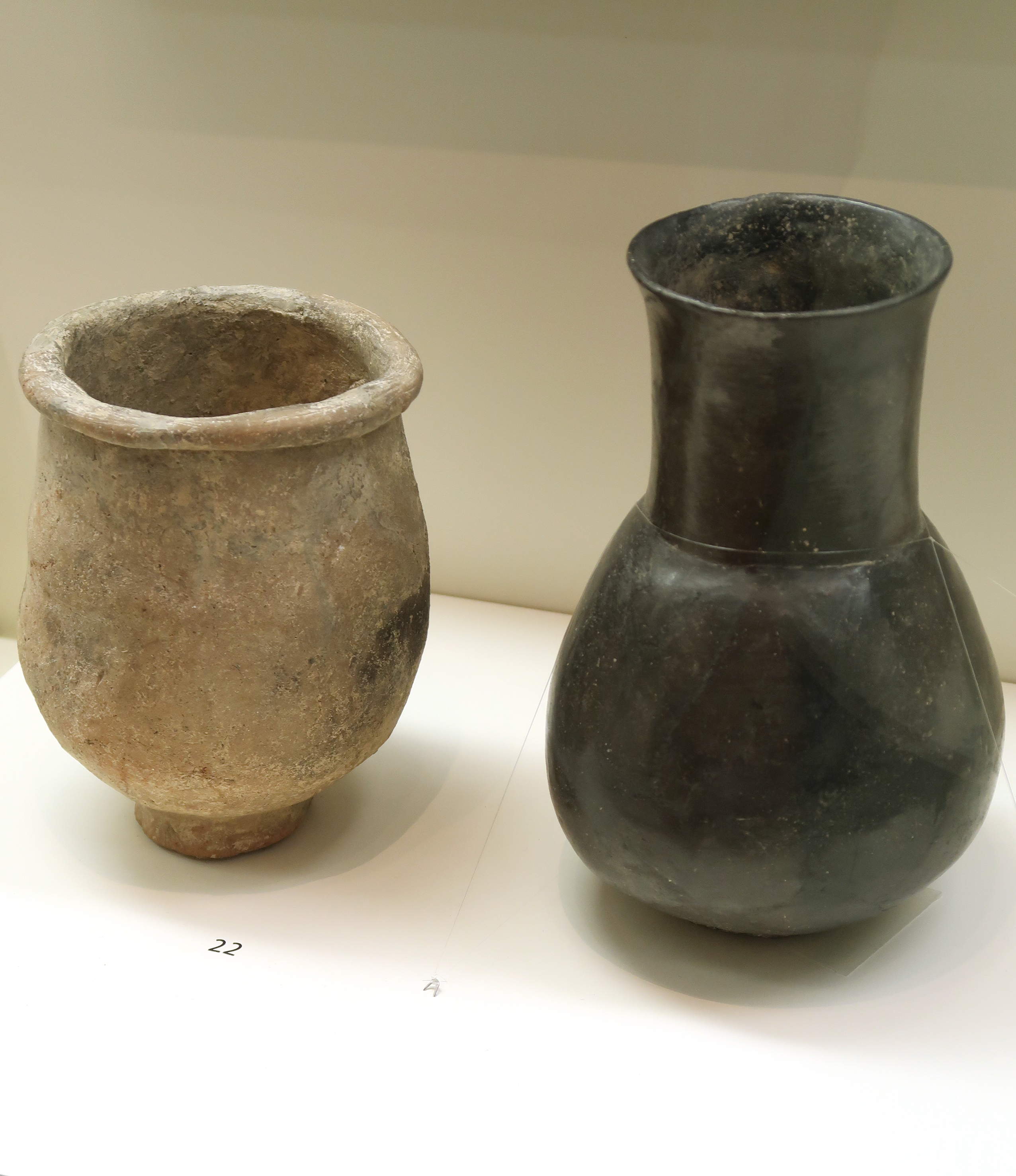
Mumun récent, 4e-2e s. AEC. Bol profond, lèvre en argile appliqué (à g.), H 17 cm. Jarre à long col (à dr.) brunie au noir, H 23 cm[17]. Musée national de Corée

Les premières poteries de l'Âge du bronze, de type Kangmok Toldaemun, ne sont décorées que par un cordon sous la lèvre, ponctué régulièrement par la pression d'un outil étroit et droit. Elles apparaissent sur des sites qui présentent des caractères du Néolithique tardif et du début de l'âge du bronze. Leur réalisation reprend les moyens qui étaient ceux de la période précédente.
La poterie Mumun ancien apparait au XIIIe siècle, dans des habitations semi-enterrés, en général de forme rectangulaire et étroite. Elle est bien plus résistante et possède un moindre coefficient d'absorption que la poterie Jeulmun. Plusieurs types sont répartis sur le territoire de la péninsule et en Mandchourie (Liaodong). En Corée du Nord, le style Misong-ni, à ouverture large et col étroit, est situé vers l'estuaire du fleuve Chongch'on et au Liaodong. Le style Konggwi-ri, à base plate, - urnes à deux anses sur la panse et bols à bord perforé - se rencontre sur le cours moyen du fleuve Yalu. Un style dit « à décor perforé » est commun le long de du fleuve Tumen, à l'extrême Nord-est. Le style P'aengi à base courbe ou en forme de mamelon se trouve dans la région de Hwanghae. En Corée du Sud on rencontre le style Yoksam-dom, similaire au style « à décor perforé », et le style Karak-tong, similaire au style P'aengi. Ces deux types ont fini par constituer un nouveau type de poterie à décor perforé qui s'est répandu sur tout le Sud. Le type Songgung-ni est apparu vers 900 avant notre ère. sur la côte Ouest de la province de Ch'ungch'on (Chungcheong). Ce style se distingue du fait que la jarre (élancée, sur base plate mais étroite) devient, ici, la norme. Ici, l'habitation est de forme ronde ou carré. Ce style est aussi en relation avec une culture du riz généralisée
Enfin, au Mumun ancien et classique (ou moyen), une poterie rouge et à parois fines, est réalisée dans une terre très fine, alors que la poterie Mumun habituelle est réalisée avec une terre grossière. Cette poterie rouge est aussi nommée « poterie rouge polie », car la terre a été enduite et polie à l'oxyde de fer, avant ou après cuisson. Elle est répandue surtout dans le Sud de la péninsule. Elle offre l'aspect d'un petit pot à col court, ou d'un bol sur pied. Bien qu'on en ait trouvé dans quelques habitations, elle a été surtout utilisée comme dépôt funéraire.

#### Régions en contact des deux côtés du détroit de Corée
Les régions de Chungcheong du Nord et Jeolla du Nord et le Nord Kyushu. Au cours de la période de la Poterie du Mumun moyen dans la région de Chungcheong du Nord (Chungcheong-do), les types de forme dominante étaient ceux sans col distinct. De plus, la forme dominante pour la base est le type à fond plat, bien que le type à fond plat et à fond rond existent. Dans la région de Jeolla du Nord (Jolla-do), il y a peu de vases polis peints en rouge. Il s'agit du petit type et du type à fond rond. Au cours de la période du Yayoi initial dans le nord de Kyushu, parmi les types de forme directement liés à l'assemblage de la culture de la Poterie Mumun, les deux types existent, ceux avec une nette distinction entre le col et le corps ainsi que ceux sans col distinct. De plus, il existe des types de base à fonds plats et à fonds ronds.

### Subsistance
Cette longue période voit une évolution où certaines pratiques propres aux populations de chasseurs-cueilleurs (voire ici plutôt : pêcheurs- collecteurs de coquillages) se mêlent à la cueillette de plantes et à la culture de plantes de jardin, et ce depuis la période Jeulmun (les glands du chêne étant, alors, la denrée la plus consommée). Parmi les plantes les plus consommées on trouve des graminées, de type panicoïdes La domestication du soja est ainsi attestée dès 3000 AEC tout comme dans le contexte de la période Jōmon, dès 3300-2000 AEC.
À la traditionnelle culture du millet s'ajoute la culture du riz, du Nord au Sud sur terrain sec, et la culture du riz irrigué qui est pratiquée dès le Mumun classique dans le Sud. Ce savoir-faire aurait, probablement, été importé de la Chine depuis la basse vallée du Yangzi Jiang (anciennement Culture de Liangzhu) ou plus au Nord, dans une région où s'était aussi développée la culture du riz irrigué: la région du Jiangsu. Le soja et le haricot azuki sont domestiqués depuis la période Chulmun. Le blé apparait, accompagné par l'orge, le chanvre, le shiso et d'autres légumes à partir de la Chine. Cependant, la subsistance est encore largement assurée par la chasse, la pêche et la collecte. Les outils utilisés pour l'agriculture sont en pierre polie.
Une étude détaillée portant sur le stockage, et l'éventuel accaparement de ces stocks par une élite, a montré qu'à part quelques exceptions, dans certains grands centres, au Mumun Moyen (850–550 AEC) les stocks n'ont rien d'exceptionnel, ils correspondent à ceux nécessaires à la substance et aux récoltes d'un groupe d'agriculteurs. Le stockage est ainsi, généralement, déconnecté d'une présence des élites éventuelles ; on fait des stocks sans elles, ajustés à la mesure de ce dont on dispose sur place et de ce dont on a besoin.

### Habitations
Au Mumun ancien, les habitations étaient semi-enterrées et de forme rectangulaire. Très grandes, elles pouvaient contenir jusqu'à six foyers. À partir de -900, les maisons sont plus petites ce qui indique le passage d'une unité d'habitation multigénérationnelle à un foyer séparé formé par une famille nucléaire. Dès lors, les maisons sont encore semi-enterrées mais elles peuvent être carrées, rondes ou ovales. La taille des villages est petite ; ce n'est qu'au Mumun classique que de plus grands sites ayant jusqu'à plusieurs centaines de maisons apparaissent. C'est à cette époque que les premiers ondols apparaissent, un système de chauffage par le sol, d'abord dans le nord du pays.
Contrairement aux sites du Jeulmun qui étaient établis près de la mer et des rivières, les villages du Mumun se trouvent sur les crêtes.

### Pratiques funéraires
Des tombes mégalithiques et des enterrements dans des jarres ont été trouvés. Des cistes en pierre sont d'abord utilisées comme dans les cultures du Nord avant que les dolmens apparaissent. Ceux-ci sont groupés et utilisés pour la sépulture d'une seule personne. À la fin du Mumun classique, certaines tombes sont particulièrement grandes et ont demandé un travail considérable. Un petit nombre de tombes contenaient des objets de prestige tels que des dagues, du bronze, du jade et de la poterie rouge (brun rouge).

### Les dolmens et les contacts avec Kyushu
Les dolmens qui se rencontrent abondamment en Corée ne se rencontrent nulle part en Chine, mais, par contre présentent une parenté certaine avec des dispositifs funéraires à mégalithes, plus ou moins similaires, dans la zone steppique, jusque dans l'Altaï et au delà.
|  |  |

C'est de l'Âge du bronze que datent les 30 000 dolmens du pays, soit 40 % des dolmens du monde entier. Les dolmens coréens sont de trois types :
- le premier est, comme les dolmens néolithiques européens, fait de deux ou trois pierres dressées verticalement, sur lesquelles a été posée une grande dalle, qui fait table ;
- le second a le même aspect, par contre les pierres - support n'ont pas été dressées, mais descendues dans une cavité creusée ;
- le troisième type n'est plus tout à fait un dolmen, puisqu'il n'y a pas de montants verticaux.

Contrairement aux dolmens d'Europe, les dolmens coréens ne sont pas, en général, des tombes de chefs, ou de personnages exceptionnels. Ils sont trop nombreux pour cela. La plus grande concentration de dolmens en Corée se situe dans le Jeolla (전라도), mais il y en a partout dans la péninsule. Sur l'ile de Kanghwa se trouvent 120 dolmens, disposés en cercle.
Cependant de nombreux tumulus à mégalithes et de grande taille ont été étudiés lors d'une fouille, en 2005, sur la côte sud-est de la péninsule, à Gimhae. Ils témoignent d'un investissement très important pour des personnes hors du commun, à la différence de ce que l'on a découvert ailleurs en Corée jusque là. Trois d'entre eux étaient construits à l'intérieur d'une terrasse rectangulaire de galets de 46 m de long. Le plus long d'entre eux avait 12,7 m de long. Ils semblent correspondre à un développement de la côte Sud au Mumun moyen final, alors que les sites du centre, comme Daepyeong et Oksan-ri, parmi d'autres, étaient sur le déclin. C'est aussi le moment où des villages de type Mumun apparaissent au nord de Kyushu avec les premières rizières et on y constate des hybridations significatives avec les traditions Jomon locales. Cette première vague d'immigration marque les premiers jalons sur les routes du bronze, et, plus tard, du fer, depuis la commanderie de Lelang jusqu'à Kyushu. Les dolmens apparaissent aussi dans le nord de Kuyshu, alors qu'il n'y en avait jamais eu dans l'archipel.